# HD281056
HD281056 є хімічно пекулярною зорею спектрального класу
B9 й має видиму зоряну величину в смузі V приблизно 10,8.

## Пекулярний хімічний вміст
Зоряна атмосфера HD281056 має підвищений вміст 
Si
.